# Větrná
Větrná (również Větrná hora, niem. Malzberg) – szczyt (góra) o wysokości 800 m n.p.m. w paśmie Gór Opawskich (cz. Zlatohorská vrchovina), w Czechach, w Sudetach Wschodnich, na granicy Śląska i Moraw (enklawy morawskiej), oddalony o około 2,5 km na południe od szczytu Biskupia Kopa (cz. Biskupská kupa).

## Charakterystyka
Góra jest położona w środkowej części pasma na grzbiecie odchodzącym od Biskupiej Kopy w kierunku południowym, około 3,5 km na południowy wschód od miejscowości Zlaté Hory. Ma płaski grzbiet, rozciągający się na kierunku N–S. Na grzbiecie tym graniczy z dwoma mało wyrazistymi kopulastymi szczytami, od północy z Małą Kopą (cz. Nad Petrovou chatou) i od południa z Macov, oddzielonymi od siebie niewielkimi przełęczami. Góra charakteryzuje się zróżnicowaną rzeźbą i ukształtowaniem oraz stromymi stokami, które wyraźnie wydzielają wykształcone górskie doliny: od zachodu doliną Złotego Potoku (cz. Zlatý potok), a od wschodu doliną potoku Osobłogi (cz. Osoblaha). Na szczycie znajduje się skalisko. Na połaci szczytowej nie ma punktu geodezyjnego. Z uwagi na zalesienie szczyt nie jest punktem widokowym.
Pod względem geologicznym góra zbudowana jest ze skał osadowych pochodzenia morskiego, głównie piaskowców, mułowców z otoczakami oraz łupków fyllitowych. Stoki góry pokrywa niewielka warstwa młodszych osadów z okresu zlodowaceń plejstoceńskich. 
Na stromym odcinku zachodniego zbocza poniżej szczytu występują odosobnione, sterczące skaliska. Cała powierzchnia góry, łącznie z partią szczytową porośnięta jest lasem regla dolnego z niewielką domieszką drzew liściastych. Stoki są pokryte siecią ścieżek i dróg leśnych. Wschodnim stokiem trawersuje droga nr 457 na trasie Zlaté Hory – Osoblaha. Drogę zbudowano pod koniec lat czterdziestych XIX wieku, w okresie kryzysu ekonomicznego. W przeszłości nazwano ją „drogą głodu” (niem. Hungerstrasse). Droga umożliwiła dogodną przeprawę przez Góry Opawskie, łącząc miejscowości związane z wydobyciem złota i srebra oraz ich przerobem, a rozmieszczone po wschodniej i zachodniej stronie masywu górskiego. Przez szczyt przebiega granica administracyjna między Krajem ołomunieckim i Krajem morawsko-śląskim.

## Turystyka
Dojście na szczyt następuje z przełęczy Petrovy boudy jedynym szlakiem turystycznym biegnącym na trasie:
  przełęcz Petrovy boudy – góra Mała Kopa – szczyt Větrná – szczyt Macov – szczyt Dlouhá stráň – szczyt Kutný vrch – szczyt Solná hora – szczyt Supí hřbet – góra Na Valštejně – góra Kraví hora – góra Jivina – góra Na Malém Valštejně – góra Mesíční hora – góra Dubí – Město Albrechtice
W okresach ośnieżenia wzdłuż szlaku turystycznego przebiega trasa narciarstwa biegowego. W obrębie góry nie poprowadzono żadnej trasy narciarstwa zjazdowego.